# Maria Hemelvaartkerk (Koersk)
De Kerk van de Hemelvaart van de Heilige Maagd Maria (Russisch: Храм Вознесения Девы Марии) is de rooms-katholieke kerk van de stad Koersk. De kerk behoort tot het aartsbisdom van de Moeder Gods te Moskou, dat onder leiding van aartsbisschop Paolo Pezzi staat. In de kerk worden regelmatig orgelconcerten georganiseerd.

## Locatie
De kerk is gelegen aan Marat 31, Koersk (Russisch: Марата, 31, Курск).

## Geschiedenis
In 1859 verzocht de uit ongeveer 1.000 gelovigen bestaande katholieke gemeenschap van Koersk om toestemming voor de bouw van een kerk. Men kerkte in een kleine kapel en alhoewel deze kapel ontoereikend was voor het aantal gelovigen, duurde het nog tot het einde van de 19e eeuw vooraleer de toestemming werd verkregen. De bouw van de Hemelvaartkerk begon in 1892 en werd vier jaar later voltooid in 1896.
Het kerkgebouw, opgetrokken van rode baksteen in neogotische stijl, kreeg een fraaie gevel met twee torens en werd van binnen rijkelijk versierd met mozaïeken.
Na de revolutie in 1917 bleef de kerk nog enige tijd geopend om uiteindelijk in 1938 te worden gesloten. De priester en een aantal parochianen werden gearresteerd en vervolgens geëxecuteerd. Het gebouw werd geplunderd en het interieur viel volledig ten prooi aan vandalisme. In de kerk werd in eerste instantie een atheïstisch museum gevestigd, later werd het een opslagplaats.
Tijdens de Tweede Wereldoorlog werd een van de torens getroffen door een bom, maar in 1970 werd het gebouw gerestaureerd om er een "Huis van Cultuur" in te vestigen.
In de vroege jaren 90 werd de kerkelijke hiërarchie van de Rooms-Katholieke Kerk in Rusland hersteld en in 1993 liet de parochie van Koersk zich registreren. De kerk werd in 1997 weer teruggegeven aan de oorspronkelijke eigenaar. De parochiegemeenschap vierde in 2006 het 110-jarig bestaan van de kerk.

## Historische afbeeldingen

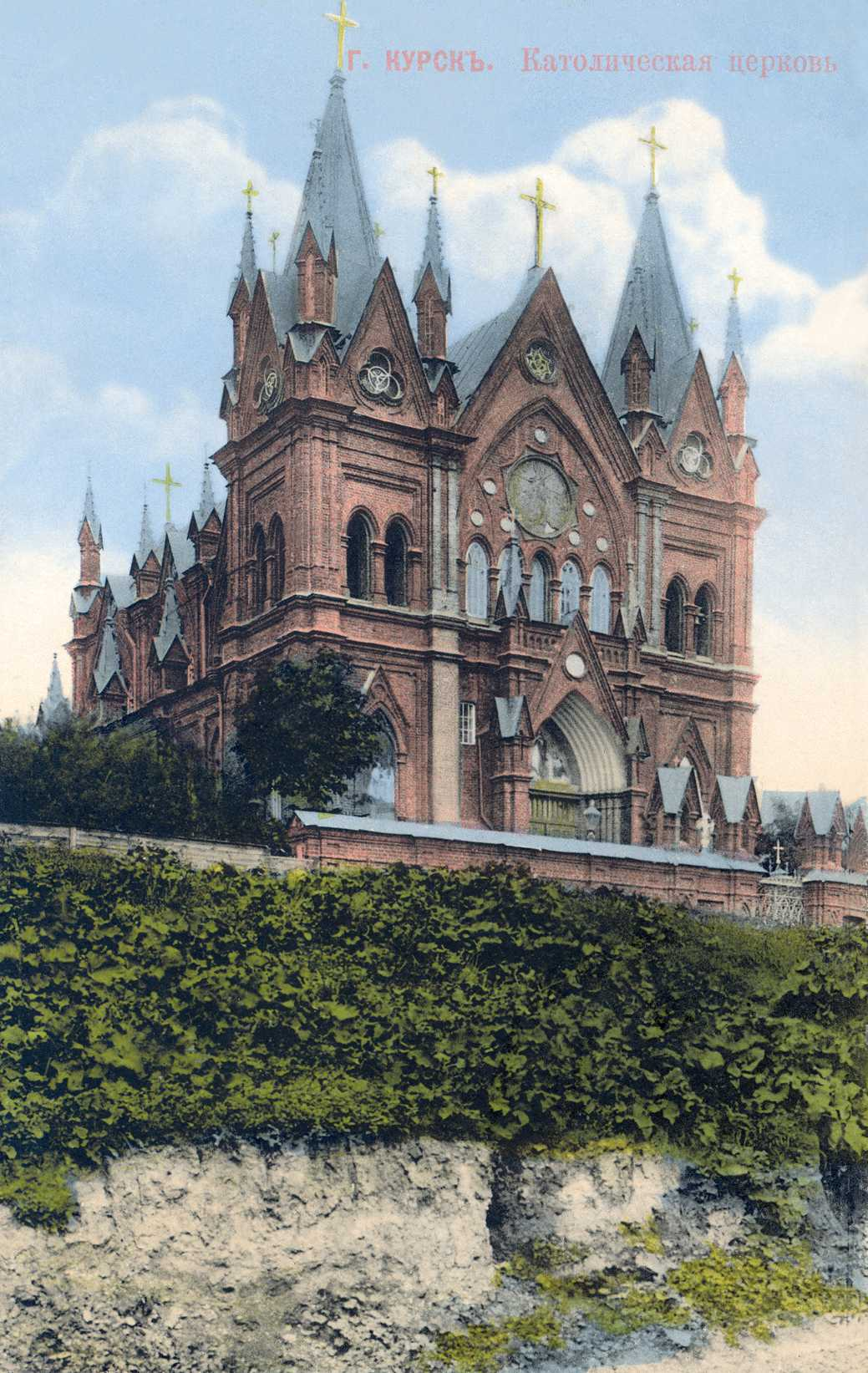
Oude ansichtkaart begin 20e eeuw
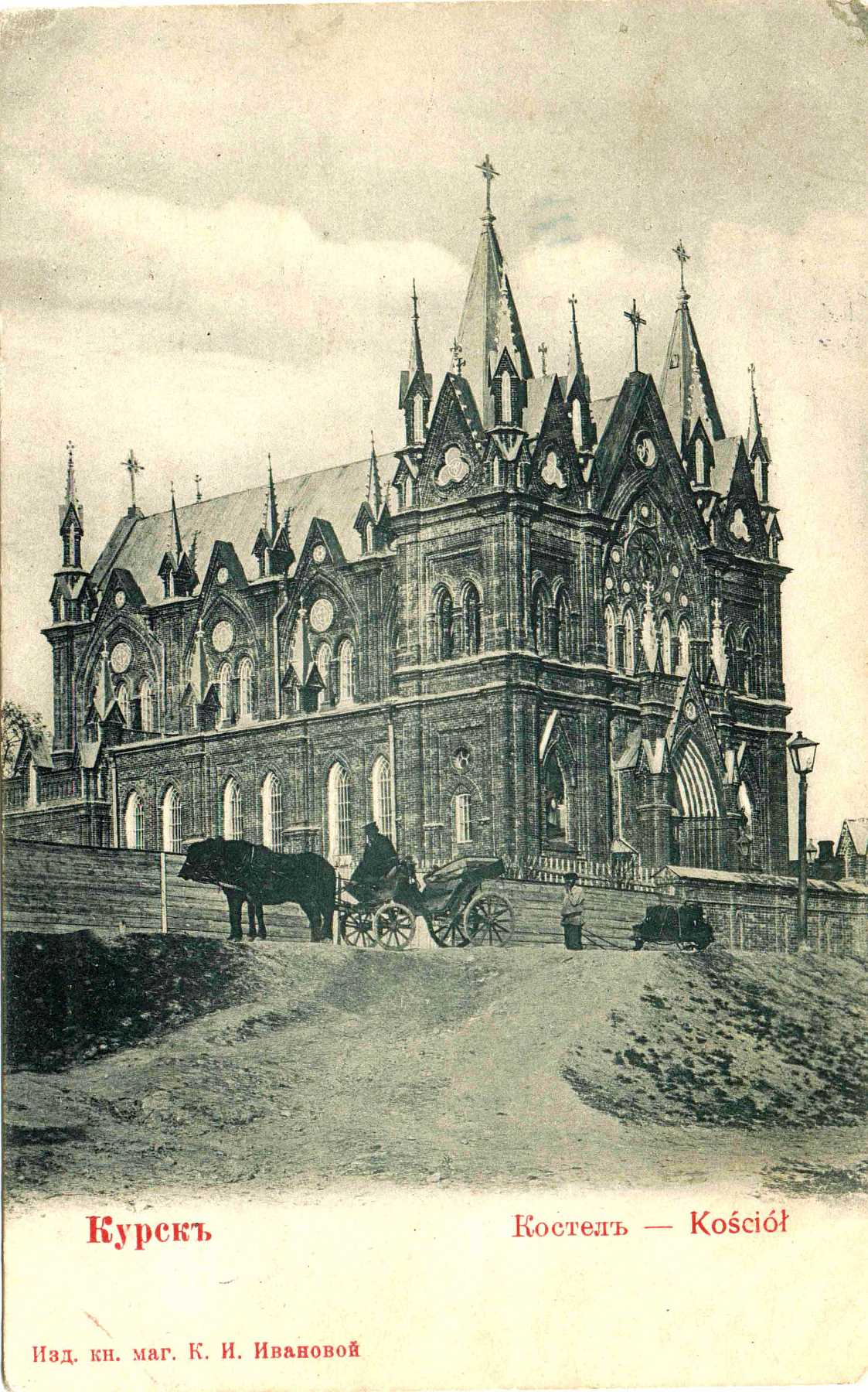
De kerk in 1905
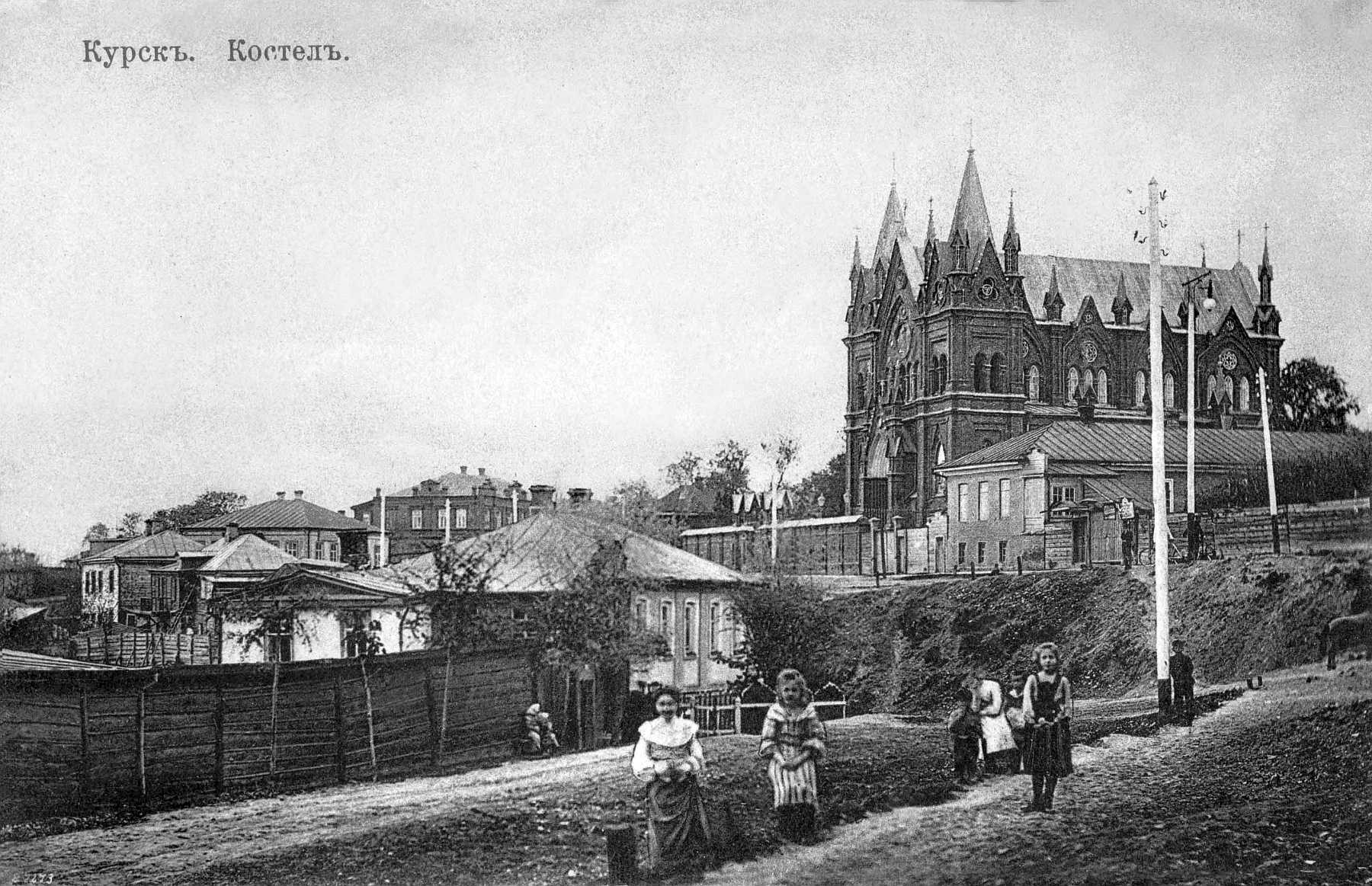
overzicht 1910